# Biosenseur

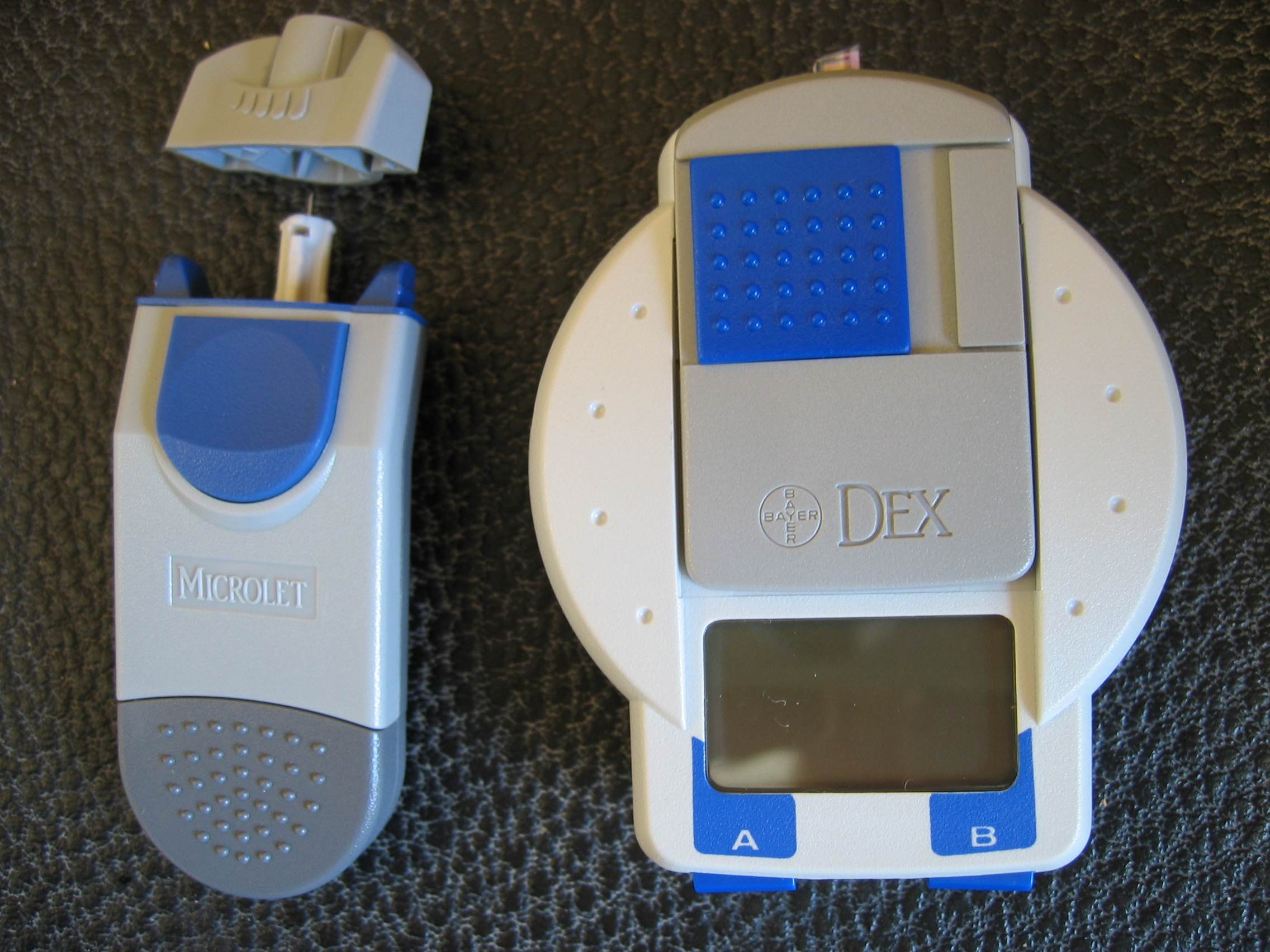
Un glucomètre, biosenseur mesurant le taux de glucose dans le sang

Un biosenseur (aussi appelé biocapteur) est un dispositif détecteur, semi-biologique associant trois éléments : 
- l'échantillon à étudier : eau, air, sol, matériel biologique (tissus, micro-organismes, organites, récepteurs cellulaires, enzymes, anticorps, acides nucléiques, organismes génétiquement modifié, ou matériel issu d'OGM, etc.)
- un élément capteur (éventuellement sous la forme d'une puce électronique) détectant des changements physico-chimiques sous forme de signaux (présence/absence) biochimiques et/ou physiques ou chimique dans un milieu (externe ou interne au corps humain) et émettant un signal biologique. Le capteur (élément détecteur) peut fonctionner selon des principes aussi variés que physico-chimiques, optiques, piézo-électriques, électrochimiques, et plus rarement magnétique ou thermométrique). C'est aussi un transducteur, c'est-à-dire que son rôle est de transformer le signal résultant de l'interaction de l'analyte avec l'élément biologique en un autre signal, qui peut être plus facilement mesurable et quantifiable ;
- un élément électronique associée  ou processeurs de signal permettant l'affichage ou l'impression ou l'envoi sous forme de fichier ou base de données des résultats. L'appareil peut être muni d'une mémoire pour par exemple stocker des séries temporelles de données.

C'est un des outils possibles du biomonitoring ou de la biosurveillance, en complément de l'utilisation de bioindicateurs 

## Principe
Les biosenseurs utilisent les capacités que certaines espèces ont développé au cours de l'évolution, et qui leur permettent (ou permettent à leurs organes) de détecter de très faibles doses de certaines molécules, éventuellement volatiles, sans goût, sans odeur perceptibles pour nous et souvent indétectables par les systèmes classiques de mesures (c'est la base des systèmes hormonaux, et phéromonaux par exemple).

## Exemples
L'un des systèmes les plus utilisés est l'analyseur de glucose sanguin. Il utilise l'enzyme glucose oxydase qui libère des électrons en interagissant avec le glucose. Une électrode capte ces électrons et traduit le signale en taux (glycémie). 
Des nez électroniques capables de détecter différents types de molécules sont en développement.
Il existe aussi des biosenseurs bactériens pour détecter l'arsenic dans l'eau potable

## Prospective et perspectives
On espère dans le futur pouvoir détecter en temps réel ou presque, dans les milieux ambiants (dont dans l'air via des nez électroniques"  ou dans les fluides corporels, ou dans la nourriture certaines toxines, des protéines ou encore certains microbes (bactéries, virus) par l'intermédiaire de leurs protéines de surfaces ou issues de leur métabolisme.